# 10369 Sinden
10369 Sinden eller 1995 CE2 är en asteroid i huvudbältet som upptäcktes den 8 februari 1995 av den brittiske astronomen David J. Asher vid Siding Spring-observatoriet. Den är uppkallad efter David Sinden.
Asteroiden har en diameter på ungefär 13 kilometer. Den tillhör och har givit namn åt asteroidgruppen Sinden.